# Tittest
Tittest est chef-lieu de la commune de Harbil à 13 km de la daïra de Guenzet à 70 km de la Wilaya de Sétif, à 300 km d'Alger.
C'est un village kabyle, à une altitude de 1 800 m connu par la culture d'oliviers, Harbil est connue aussi par sa richesse en source hydrique.C'est une commune de piémonts et de montagne regroupant des villages de la région Nord-Ouest de la chaîne des Babors 
C'est une région berbérophone, Avec Guenzet, elle forme le pays des "Aṭ Yala"; (tribu berbère.) elle est traversé par la nationale no 76 reliant Bougaa-Guenzet-Bordj-Bou-Arreridj.